# Dygowo (plaats)
Dygowo is een plaats in het Poolse district  Kołobrzeski, woiwodschap West-Pommeren. De plaats maakt deel uit van de gemeente Dygowo en telt 1549 inwoners.

## Verkeer en vervoer
- Station Dygowo